# Benny Wendt
Benny Wendt (* 4. November 1950 in Norrköping) ist ein ehemaliger schwedischer Fußballspieler.

## Laufbahn
Der großgewachsene blonde Mittelstürmer begann seine Karriere beim schwedischen Erstligaclub IFK Norrköping. 1975 wechselte er in die Fußball-Bundesliga zum 1. FC Köln, wo er Hannes Löhr ersetzen sollte, der aber dann doch noch ein Jahr dranhängte. Ansonsten war der Wettbewerb in Köln stark, und so kam er nur zu sechs Spielen in der Bundesliga. Zur Saison 1976/77 wurde er an den Erstligaaufsteiger Tennis Borussia Berlin verliehen. Hier schoss er in der Saison 1976/77 in 30 Spielen 20 Tore. Schon am ersten Spieltag führte er sich bei einem 2:2 gegen Rot-Weiss Essen mit zwei Toren ein. Legendäres geschah am 3. Spieltag, wo er beim 4:2-Heimsieg gegen Fortuna Düsseldorf alle vier Treffer für die Berliner erzielte.
Nach dem sofortigen Wiederabstieg der Berliner wollte er nicht mehr nach Köln zurückkehren. Mitte Mai 1977 wurde bereits sein Wechsel zum FC Bayern als vollzogen gemeldet. Er scheiterte aber daran, dass die Bayern mit Branko Oblak und Erhan Önal auch nach dem Abbau von Conny Torstensson bereits zwei Ausländer in ihren Reihen hatten. Schließlich ging er zum 1. FC Kaiserslautern, der dafür eine Ablösesumme von 600.000 Mark plus Mehrwertsteuer an den 1. FC Köln entrichtete. Wendt sollte dort gemeinsam mit Reiner Geye, der aus Düsseldorf geholt wurde, die Lücke füllen, die der Abschied von Roland Sandberg, der seine Karriere beendete, hinterließ. Er erzielte in seinen vier folgenden Bundesligaspielzeiten zehn, sieben, zwölf und sechs Tore. In Kaiserslautern spielte er gemeinsam mit seinem Landsmann Torwart Ronnie Hellström. Gemeinsam qualifizierten sie sich für die UEFA-Pokal-Kampagnen 1979/80 und 1980/81. Im Oktober 1980 wurde er dabei in einem Spiel gegen Standard Lüttich des Feldes verwiesen. Sie erreichten auch das Finale um den DFB-Pokal 1980/81, in dem im Stuttgarter Neckarstadion Eintracht Frankfurt mit 3:1 gewann.
Nachdem die Kaiserslauterer 1981 den Südkoreaner Park Jong-won (박종원) verpflichteten, der nie in einem Pflichtspiel der Pfälzer zum Einsatz kommen sollte, war Wendt nunmehr der überschüssige Ausländer im Kader. Der belgische Pokalsieger Standard Lüttich zahlte eine Ablösesumme von 450.000 Mark an Kaiserslautern um sich seine Dienste zu sichern. Mit dem Verein erreichte er 1982 das Finale um den Europapokal der Pokalsieger, das vor 100.000 Zusehern in Barcelona  mit 1:2 gegen den FC Barcelona verloren ging, und gewann die belgischen Meisterschaften von 1982 und 1983. In seiner ersten Saison erzielte er 13 Ligatore in 29 Partien, in seiner zweiten blieb er unter zehn Treffer.
Nach Ende der Saison 1982/83 verließ Wendt die Belgier, wo er durch Horst Hrubesch vom Hamburger SV ersetzt wurde, und spielte bei der Seiko Sports Association in Hongkong, mit der er Meister der Kronkolonie wurde und zudem den Viceroy Cup und den Puma Cup gewann. 1984 spielte er noch beim schwedischen Drittdivisionär IK Sleipner. In der Rückrunde der Saison 1984/85 trat er noch dreizehn Mal für den SC Freiburg in der 2. Bundesliga an und erzielte dabei vier Tore.
Ab 1972 spielte er auch für die schwedische Nationalmannschaft, mit der er zuletzt an der Fußball-Weltmeisterschaft 1978 in Argentinien teilnahm, wo er bei allen drei Spielen Schwedens – Unentschieden gegen Brasilien, Niederlagen gegen Österreich und Spanien – dabei war. Insgesamt erzielte er in 20 Länderspielen einen Treffer.
Der Sohn von aus Deutschland nach Schweden ausgewanderten Eltern heiratete in Berlin seine Frau Kerstin. Gemeinsam haben sie zwei in Kaiserslautern geborene Kinder.
Benny Wendt war nach seiner Fußballerlaufbahn als Bauarbeiter tätig. Ein Jahr lang war er auch Trainer des Vereins Åby IF und betätigte sich zudem im Jugendbereich des Vereins seines Sohnes.

## Erfolge
- 1981 DFB-Pokal-Finale
- Belgischer Meister: 1981/82, 1982/83
- Meister von Hongkong: 1983/84
- Viceroy Cup (Hongkong): 1983/84